# Формула Фаа-ди-Бруно
Формула Фаа-ди-Бруно является обобщением формулы дифференцирования сложной функции на производные более высоких порядков. Она была названа в честь итальянского математика и священника Франческо Фаа-ди-Бруно, благодаря которому она стала известна (примерно в 1855 году), хотя реально первооткрывателем этой формулы является Луи Франсуа Антони Арбогаст, который более чем за 50 лет до Фаа ди Бруно сделал первые публикации на эту тему.
Возможно, наиболее известна формула Фаа ди Бруно в следующем виде:
{\displaystyle {\frac {d^{n}}{dx^{n}}}f{\big (}g(x){\big )}=\sum {\frac {n!}{m_{1}!\,1!^{m_{1}}\,m_{2}!\,2!^{m_{2}}\,\cdots \,m_{n}!\,n!^{m_{n}}}}\cdot f^{(m_{1}+\dots +m_{n})}{\big (}g(x){\big )}\cdot \prod _{j=1}^{n}{\big (}g^{(j)}(x){\big )}^{m_{j}},}
где сумма по всем кортежам длины n из неотрицательных целых чисел (m1, …, mn), удовлетворяющих ограничению
{\displaystyle 1\cdot m_{1}+2\cdot m_{2}+3\cdot m_{3}+\cdots +n\cdot m_{n}=n.}
Иногда, для лучшего запоминания, формула записывается в виде
{\displaystyle {\frac {d^{n}}{dx^{n}}}f{\big (}g(x){\big )}=\sum {\frac {n!}{m_{1}!\,m_{2}!\,\cdots \,m_{n}!}}\cdot f^{(m_{1}+\dots +m_{n})}{\big (}g(x){\big )}\cdot \prod _{j=1}^{n}\left({\frac {g^{(j)}(x)}{j!}}\right)^{m_{j}},}
однако это снижает очевидность комбинаторной интерпретации.
Суммируя члены с фиксированным значением m1 + m2 + … + mn = k и заметив, что mj должен быть равен нулю при j > n − k + 1, можно прийти к несколько более простой формуле, выраженной через полиномы Белла Bn,k(x1, …, xn−k+1):
{\displaystyle {\frac {d^{n}}{dx^{n}}}f{\big (}g(x){\big )}=\sum _{k=1}^{n}f^{(k)}{\big (}g(x){\big )}\cdot B_{n,k}{\big (}g'(x),g''(x),\dots ,g^{(n-k+1)}(x){\big )}.}

## Комбинаторная форма
Формула имеет следующий комбинаторный вид:
{\displaystyle {\frac {d^{n}}{dx^{n}}}f{\big (}g(x){\big )}=(f\circ g)^{(n)}(x)=\sum _{\pi \in \Pi }f^{{\big (}|\pi |{\big )}}{\big (}g(x){\big )}\cdot \prod _{B\in \pi }g^{{\big (}|B|{\big )}}(x),}
где
π принимает значения из множества Π всех разбиений множества { 1, …, n },
B ∈ π означает, что переменная B пробегает части разбиения π,
|A| обозначает мощность множества A (таким образом, |π| — это количество блоков в разбиении π, |B| — размер блока B).

## Пример
Комбинаторный вид формулы может первоначально показаться сложным, поэтому рассмотрим конкретный случай:
{\displaystyle {\begin{aligned}(f\circ g)''''(x)&=f''''{\big (}g(x){\big )}g'(x)^{4}+6f'''{\big (}g(x){\big )}g''(x)g'(x)^{2}+{}\\&+3f''{\big (}g(x){\big )}g''(x)^{2}+4f''{\big (}g(x){\big )}g'''(x)g'(x)+{}\\&+f'{\big (}g(x){\big )}g''''(x).\end{aligned}}}
Все действия выполняются по следующем образцу:
{\displaystyle {\begin{alignedat}{4}g'(x)^{4}&\leftrightarrow {}&1+1+1+1&\leftrightarrow {}&f''''{\big (}g(x){\big )}&\leftrightarrow {}&1,\\g''(x)g'(x)^{2}&\leftrightarrow &2+1+1&\leftrightarrow &f'''{\big (}g(x){\big )}&\leftrightarrow &6,\\g''(x)^{2}&\leftrightarrow &2+2&\leftrightarrow &f''{\big (}g(x){\big )}&\leftrightarrow &3,\\g'''(x)g'(x)&\leftrightarrow &3+1&\leftrightarrow &f''{\big (}g(x){\big )}&\leftrightarrow &4,\\g''''(x)&\leftrightarrow &4&\leftrightarrow &f'{\big (}g(x){\big )}&\leftrightarrow &1.\end{alignedat}}}
Множитель {\displaystyle g''(x)g'(x)^{2}} очевидным образом соответствует разбиению 2 + 1 + 1 числа 4 (порядок производной). Его сомножитель {\displaystyle f'''{\big (}g(x){\big )}} показывает, что имеется 3 слагаемых в этом разбиении. Наконец, коэффициент 6 означает, что существует ровно 6 разбиений множества из 4 элементов, в которых одна часть содержит два элемента и две части — по одному.
По аналогии, множитель {\displaystyle g''(x)^{2}} в третьей строке соответствует разбиению 2 + 2 числа 4, а {\displaystyle f''{\big (}g(x){\big )}} указывает на то, что в этом разбиении должно быть 2 слагаемых . Коэффициент 3 говорит, что есть только {\displaystyle {\tfrac {1}{2}}{\tbinom {4}{2}}=3} способа разбить 4 элемента на группы размера 2. 
Остальные члены формулы интерпретируется аналогично.

## Комбинаторная интерпретация коэффициентов
Коэффициенты формулы Фаа-ди-Бруно можно выразить в замкнутом виде. Количество разбиений множества размера n, соответствующих разбиению числа n:
{\displaystyle n=\underbrace {1+\cdots +1} _{m_{1}}+\underbrace {2+\cdots +2} _{m_{2}}+\underbrace {3+\cdots +3} _{m_{3}}+\cdots }
равно
{\displaystyle {\frac {n!}{m_{1}!\,m_{2}!\,m_{3}!\,\cdots 1!^{m_{1}}\,2!^{m_{2}}\,3!^{m_{3}}\,\cdots }}.}
Эти коэффициенты также возникают в полиномах Белла, которые имеют отношение к изучению кумулянтов.